# 중위안구

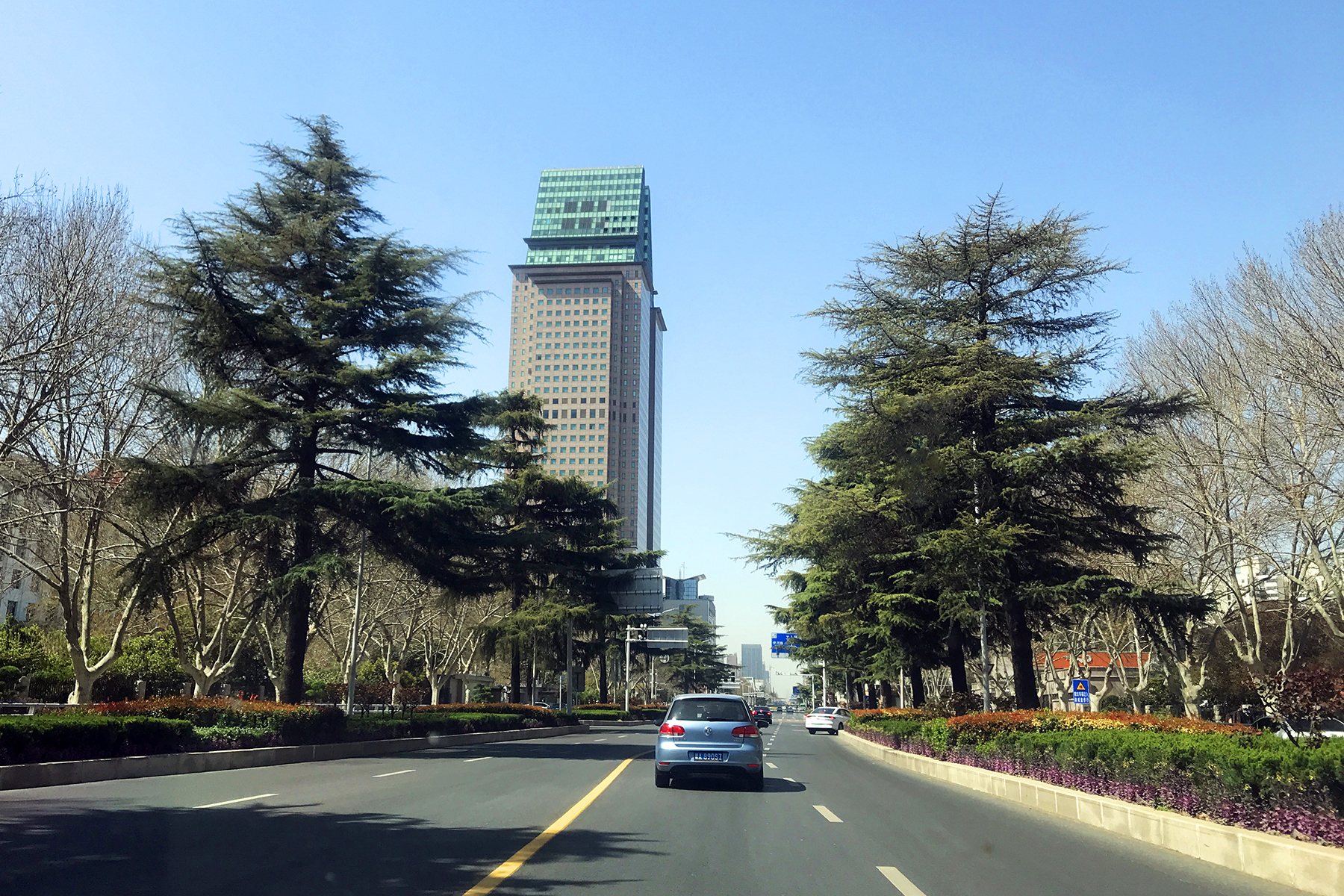

중위안구(한국어: 중원구, 중국어: 中原区, 병음: Zhōngyuán Qū)는 중화인민공화국 허난성 정저우시의 도시의 서쪽 부분에 위치한 현급 행정구역이다. 넓이는 195km2이고, 인구는 2007년 기준으로 640,000명이다.
정저우시 정부가 구 내에 위치해있다. 정저우 제1고등학교는 허난성 최고의 고등학교 중 하나로 높은 대학 진학률을 달성하였다. 중위안구는 또한 정저우시의 모든 방직 공장들의 본거지이다. 구 중심부에 놓여있는 중위안로에는 도시에서 가장 높은 건물인 위다궈마오가 서있다.

## 행정 구역
10개 가도, 2개 진, 1개 향을 관할한다.
- 가도: 林山寨街道, 建设路街道, 棉纺路街道, 秦岭路街道, 桐柏路街道, 三官庙街道, 绿东村街道, 汝河路街道, 中原西路街道, 航海西路街道.
- 진: 须水镇, 石佛镇.
- 향: 沟赵乡.